# Lago subterrâneo de Saint-Léonard

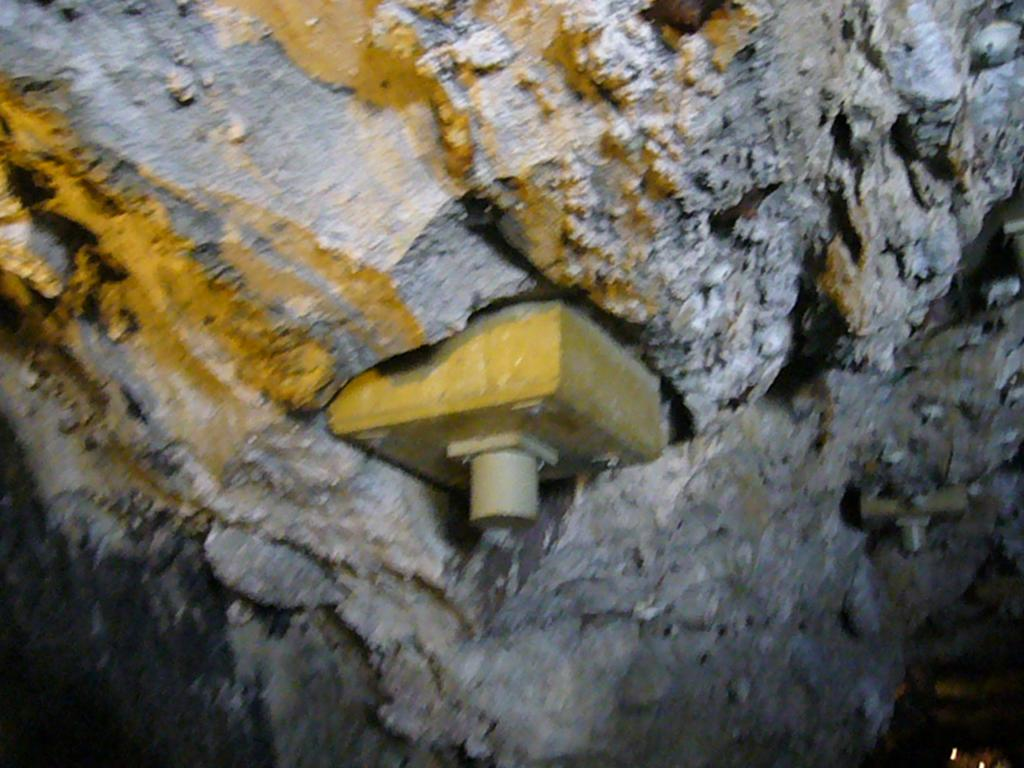
Mostra de parafuso usado para ajudar a fixar o tecto.

O Lago Subterrâneo de Saint-Léonard é um lago localizado em São Léonard, no cantão de Valais, na Suíça. Este lago apresenta um comprimento de 300 m e uma largura de 20 m o que faz dele o maior lago subterrâneo conhecido na Europa. Foi descoberto em 1943 por Jean-Jacques Pittard.
Antes de 1946 o nível de água foi muito maior do que o actual, mas um terremoto com uma magnitude de 5.6 na Escala Richter abriu fissuras adicionais na caverna em 25 de janeiro de 1946.
A água do lago esta constantemente a uma temperatura de 11°C (52°F).
O lago está acessível ao público desde 1949, sendo as visitas organizadas diariamente, de 15 de março até 1 de novembro. Acontecem das 9 horas as 5 horas. A visita tem cerca de meia hora de duração, e é falada em Inglês, Francês, Alemão e Italiano. O preço dos bilhetes são cerca 10 CHF para adultos e 5 CHF para as crianças. (2012)
Acesso ao lago foi fechado entre 2000 e junho de 2003, para se poder proceder à estabilidade do local que foi melhorado pela adição de mais de 5.000 parafusos que ajudam a suster as pedras do tecto.